# Du Zhenyu
Du Zhenyu (杜震宇S, Dù ZhènyǔP; Shenyang, 10 febbraio 1983) è un ex calciatore cinese, con il ruolo di centrocampista.

## Palmarès

### Club

#### Competizioni nazionali
- Campionato cinese: 1

Changchun Yatai: 2007
- China League One: 1

Changchun Yatai: 2003